# Aerangis stelligera
Espèce
Aerangis stelligera Summerh. est une espèce de plantes de la famille des Orchidées et du genre Aerangis, présente en Afrique centrale.

## Distribution
Elle est répandue sur de nombreux sites, au Cameroun (Adamaoua, Centre, Est), en République centrafricaine et en République démocratique du Congo et n'est donc pas menacée à ce jour.